# Soldi
«Soldi» (с итал. — «Деньги») — песня итальянского певца Мамуда, который представил Италию на конкурсе «Евровидение-2019» в Тель-Авиве.

## Евровидение
В декабре 2018 года, Махмуд был одним из 24 исполнителей, отобранных для участия в «Sanremo Giovani», телевизионном конкурсе, направленном на выбор двух людей в качестве участников 69-го музыкального фестиваля Сан-Ремо. Мамуд занял первое место во втором эпизоде шоу, с его песней «Gioventù bruciata». Он также получил награду критиков среди исполнителей, выступавших во втором финале. «Soldi» была позже объявлена как песня для музыкального фестиваля Сан-Ремо 2019.
Впервые Мамуд исполнил песню во время первого концерта 69-го музыкального фестиваля Сан-Ремо, который состоялся 5 февраля 2019 года. Он был 24-м и заключительным актом, чтобы появиться на сцене, выступая после полуночи. Дарио Фаини, соавтор песни, руководил оркестром Сан-Ремо во время его выступления. 8 февраля 2019 года Мамуд исполнил песню в новой версии с участием рэпера Ге Пекено. В первом туре финала «Soldi» занял 7-е место, но больше всех проголосовало экспертное жюри, а на втором месте — жюри прессы. В результате Мамуд получил место в трех лучших актах конкурса. После дополнительного исполнения песня была объявлена победителем 69-го музыкального фестиваля Сан-Ремо. Мамуд также получил премию «Энцо Янначчи» за лучшее исполнение.